# Langues au Mexique
Officiellement, le Mexique est un pays multiculturel et polyglotte selon la réforme de 1992 à l'article 2 de l'actuelle Constitution politique des États-Unis mexicains; ainsi que la Loi générale des personnes handicapées (en espagnol Ley General de las Personas con Discapacidad) de 2005, et la Loi générale des droits linguistiques des peuples autochtones (en espagnol Ley General de Derechos Lingüísticos de los Pueblos Indígenas) de 2003. Ils concèdent le statut de langues nationales à l’espagnol en conjoint avec les langues des communautés autochtones et la langue des signes mexicaine.
Même s'il n’existe pas de déclaration constitutionnelle qui fasse de l’espagnol la langue officielle, c’est celle-ci qui a été utilisée historiquement pour tous les documents officiels et est parlée par plus de 99% des Mexicains (soit comme langue maternelle ou seconde). Bien que la situation soit loin d'être parfaite, grâce aux dernières reconnaissances juridiques sur les langues autochtones, tout comme celles relatives aux principes sur l'égalité et la non-discrimination (consacrés dans l'article 1 de la Constitution), et la Loi générale pour l'inclusion des personnes handicapées (en espagnol Ley General para la Inclusión de las Personas con Discapacidad) de 2011; l'État mexicain est obligé de protéger et promouvoir les droits linguistiques de tous et toutes les Mexicain(e)s qui ont une langue maternelle reconnue comme nationale, par le biais de la traduction des documents officiels, et la disposition des services publics dans leurs langues comme ceux relatives à l'administration civile, à la sécurité publique ou la justice, à l'éducation ou la culture, ou à la santé,,,,,,,. Tous et toutes les député(e)s du Congrès de l'Union peuvent s'exprimer librement en leur langue maternelle aussi si elle est reconnue comme nationale, grâce au système de traduction simultanée. Depuis le début de la décennie des années 2010, les services publics et privées de radiodiffusion veulent privilégier davantage les contenus en langues nationales,,,,.

## Langues indigènes
Créé le 13 mars 2003 lors de l'adoption de la Loi générale des droits linguistiques des peuples indigènes (Ley General de Derechos Lingüísticos de los Pueblos Indígenas), l'Institut national des langues autochtones (en espagnol Instituto Nacional de Lenguas Indígenas), mieux connu par le sigle INALI, est l'organisme décentralisé de l'Administration publique fédérale mexicaine et rattaché au Secrétariat à la Culture (en espagnol Secretaría de Cultura ou CULTURA), œuvrant à promouvoir et à protéger l'usage des langues autochtones du Mexique qui ont survécu jusqu'à présent, pour empêcher leur disparition et leur extinction. Son « catalogue des langues autochtones » (en espagnol Catálogo de lenguas indígenas mexicanas) publié en 2005 reconnaît 68 langues autochtones divisées en 364 variantes, et regroupées en 11 familles,.
Selon le recensement de 1790, vingt ans avant du début de la Guerre d'indépendance, la population hispanophone représentait à peu près de 34 % seulement. D'après le géographe mexicain Antonio García Cubas, en 1889 la population hispanophone aurait dépassé la barre de 62 % ; tandis que dans le recensement de 1895, seulement 17 % de la population s'est déclarée comme locuteur d'une langue autochtone. L'assimilation des communautés autochtones faisait partie des politiques gouvernementales tout au long du XIXe siècle et la plupart du XXe siècle ; soit d'une façon ouvertement hostile envers eux, ou plutôt mitigée mais toujours condescendante de la philosophie du mestizaje ou darwinisme social appuyait par la plupart des intellectuels de l'époque comme Francisco Pimentel, Vicente Riva Palacio, Justo Sierra ou José Vasconcelos ,. Ainsi, García Cubas, membre de la Société mexicaine de géographie et statistique (en espagnol : Sociedad Mexicana de Geografía y Estadística) affirma de façon tellement raciste en 1874 dans son œuvre intitulée Materiales para formar la estadística general de la República Mexicana, que les autochtones appartiendraient « à une « race » décadente et dégénérée à cause de leurs coutumes et leur personnalité, un véritable fardeau pour le développement du pays qui pourrait se régler par la disparition de leur civilisation, le métissage et le déplacement de nouveaux colons ; bien qu'ils soient légalement des citoyens ».

Pourcentage de la population utilisant les langues indigènes en 2015

Variantes de l'espagnol mexicain (2015)

Au XXIe siècle, le racisme mexicain est malgré tout systémique ; les communautés autochtones sont encore extrêmement appauvries, marginalisées et ostracisées par la plupart de la société mexicaine métissée et blanche ; ils sont presque absents dans la publicité, la production audiovisuelle, les universités le plus prestigieuses ou les postes supérieurs des entreprises privées. La culture et les traditions des autochtones contemporains serait encore considérée plutôt comme inférieure ou honteuse bien que tous les Mexicains soient fiers de la culture et les traditions des autochtones du passé. D'après le recensement de 2010, il y avait plus de six millions de personnes de cinq ans et plus qui parlaient une des soixante-huit langues autochtones reconnues, soit plus de 6,6 % de la population totale du pays en 2015; et parmi ceux-ci, 12,32 % ne parlent pas du tout l'espagnol, soit moins de 1 % de la population totale. Même si le nombre de personnes qui peuvent soutenir une conversation en langue autochtone augmente, leur proportion diminue.
Les deux langues autochtones qui sont les plus parlées sont :
- Le nahuatl avec plus de 1,7 million de locuteurs. Cette langue appartient à la famille des langues uto-aztèques et est principalement parlée surtout dans le centre du Mexique, mais aussi dans petites communautés dans l'est et le sud du pays (comprenant la ville de Mexico et les états de Mexico, Morelos, Puebla, Tlaxcala, Hidalgo, San Luis Potosí, Durango, Nayarit, Michoacán, Guerrero, Oaxaca, Veracruz, et Tabasco)[34]. Elle était utilisée au sein de l’empire mexica comme lingua franca avant la conquête espagnole (sous sa forme classique); aujourd'hui elle comporte pas mal de dialectes (30 selon l'INALI)[35] en raison de sa distribution géographique, cherchant à se standardiser en une seule norme[36].
- Le maya yucatèque avec plus de 850 000 locuteurs. Cette langue appartient à la famille des langues mayas et est principalement parlée dans la péninsule du Yucatán (comprenant les états de Yucatán, Campeche et Quintana Roo). D’autres langues mayas sont également parlées : le tzotzil, le tzeltal et le chol, dans l'etat de Chiapas; le chontal dans l'état de Tabasco; et le huastèque dans les états de Veracruz et San Luis Potosí. Toutes les langues mayas sont issues du maya classique que l’on retrouve sur les monuments et codex de l'ancienne civilisation maya. La situation institutionnelle du maya yucatèque contraste avec celle des autres langues autochtones du Mexique en raison de l'existence de l'Académie de la langue maya du Yucatán (en Maya yucatèque U Molay Ah Maya Than Yucalpetén Yucatán) et de sa norme standard[37].

Les langues autochtones ont eu une grande importance tout au long de l’histoire et la culture mexicaine. Ainsi le nom du pays trouve-t-il son origine dans la langue nahuatl. De nombreux mots actuellement et couramment utilisés au mexique sont d’origine autochtone, par exemple :
- cenote, un puits naturel des massifs calcaires (du maya yucatèque dz'onot, passé en français).
- cacao, fèves comestibles à partir desquelles est fabriqué le chocolat (du maya yucatèque kakawa emprunté des langues mixe-zoque).
- cigarro, cigare (du maya yucatèque siyar).
- tlapalería, magasin d’articles de bricolage (du nahuatl tlapalli et du suffixe -ería).
- tianguis, marché ouvert (du nahuatl tianquiztli).
- aguacate, avocat (du nahuatl ahuacatl).

L'hymne mexicain a été traduit en plusieurs langues autochtones comme le nahuatl, le maya yucatèque, otomi, mixtèque, zapotèque ou tzeltal.

### Population mexicaine par langue indigène
| Langue                              | Famille de langues | Locuteurs |
| ----------------------------------- | ------------------ | --------- |
| Nahuatl                             | Uto-aztèque        | 1 651 958 |
| Maya yucatèque                      | Maya               | 774 755   |
| Tzeltal                             | Maya               | 589 144   |
| Tzotzil                             | Maya               | 550 274   |
| Mixtèque                            | Oto-mangue         | 526 593   |
| Zapotèque                           | Oto-mangue         | 490 845   |
| Otomi                               | Oto-mangue         | 298 861   |
| Totonaque                           | Totonaque-tepehua  | 256 344   |
| Ch'ol                               | Maya               | 254 715   |
| Mazatèque                           | Oto-mangue         | 237 212   |
| Huastèque                           | Maya               | 168 729   |
| Mazahua                             | Oto-mangue         | 153 797   |
| Tlapanèque                          | Oto-mangue         | 147 432   |
| chinantèque                         | Oto-mangue         | 144 394   |
| Purépecha                           |                    | 142 459   |
| Mixe                                | Mixe-zoque         | 139 760   |
| Tarahumara                          | Uto-aztèque        | 91 554    |
| Zoque                               | Mixe-zoque         | 74 018    |
| Tojolabal                           | Maya               | 66 953    |
| Chontal de Tabasco (en)             | Maya               | 60 563    |
| Huichol                             | Uto-aztèque        | 60 263    |
| Amuzgo (en)                         | Oto-mangue         | 59 884    |
| Chatino                             | Oto-mangue         | 52 076    |
| Tepehuan du sud (en)                | Uto-aztèque        | 44 386    |
| Mayo                                | Uto-aztèque        | 38 507    |
| Popoluca de la Sierra               | Mixe-zoque         | 36 113    |
| Cora                                | Uto-aztèque        | 33 226    |
| Triqui                              | Oto-mangue         | 29 545    |
| Langue indigène non spécifiée       |                    | 22 777    |
| Yaqui                               | Uto-aztèque        | 19 376    |
| Huave                               |                    | 18 827    |
| Popoloca                            | Oto-mangue         | 17 274    |
| Cuicatèque                          | Oto-mangue         | 12 961    |
| Pame                                | Oto-mangue         | 11 924    |
| Mam                                 | Maya               | 11 369    |
| Q'anjob'al                          | Maya               | 10 851    |
| Tepehuan du Nord                    | Uto-aztèque        | 9 855     |
| Tepehua (en)                        | Totonaque-tepehua  | 8 884     |
| Popoluca insuffisamment spécifié    | Oto-mangue         | 8 427     |
| Chontal de Oaxaca                   | Tequislatèque      | 5 613     |
| Sayultèque                          | Mixe-zoque         | 4 765     |
| Chuj                                | Maya               | 3 516     |
| Akateko                             | Maya               | 2 894     |
| Autres langues indigènes d'Amérique |                    | 2 453     |
| Jonaz                               | Oto-mangue         | 2 364     |
| Tlahuica                            | Oto-mangue         | 2 238     |
| Guarijio                            | Uto-aztèque        | 2 139     |
| Chontal insuffisamment spécifié     |                    | 1 704     |
| Q'eqchi'                            | Maya               | 1 599     |
| Matlatzinca                         | Oto-mangue         | 1 245     |
| Pima                                | Uto-aztèque        | 1 037     |
| Chocho                              | Oto-mangue         | 847       |
| Lacandon                            | Maya               | 771       |
| Seri                                |                    | 723       |
| K'iche'                             | Maya               | 589       |
| Kumiai (en)                         | Yumane             | 495       |
| Jakalteko                           | Maya               | 481       |
| Texistepequeño                      | Mixe-zoque         | 368       |
| Tepehuano insuffisamment spécifié   |                    | 317       |
| Paipai                              | Yumane             | 231       |
| Pápago                              | Uto-aztèque        | 203       |
| Ixcateco                            | Oto-mangue         | 195       |
| Cucapá                              | Yumane             | 176       |
| Kaqchikel                           | Maya               | 169       |
| Qato'k                              | Maya               | 126       |
| Ixil                                | Maya               | 117       |
| Teko                                | Maya               | 78        |
| Oluteco                             | Mixe-zoque         | 77        |
| Kiliwa                              | Yumane             | 76        |
| Ayapaneco                           | Mixe-zoque         | 71        |
| Kickapoo                            | Algique            | 63        |
| Awakateko                           | Maya               | 20        |
| TOTAL                               |                    | 7 238 861 |

## Langues étrangères
L'anglais est la langue étrangère la plus courante, parlée par au moins 10 % de la population en seconde langue : c'est la langue indispensable pour les migrants qui travaillent aux États-Unis, ou au Canada. De plus, de nombreux Mexicains qui travaillaient à l'étranger reviennent au pays et parlent l'anglais en seconde langue. L'anglais est très présent près de la frontière entre les États-Unis et le Mexique. De fortes communautés anglophones représentent 50 % de la population de villes telles que San Miguel de Allende, Chapala et Taxco. En y ajoutant celles de Basse-Californie on arrive au chiffre d'environ 681 000 personnes[réf. nécessaire].
Le français a moins de 100 000 locuteurs[réf. nécessaire] en seconde langue. Jadis, le français était parlé par les « Barcelonettes », des descendants de Français installés au Mexique, mais depuis 1960 et la mort des anciennes générations, les descendants, intégrés à la population locale, parlent surtout l'espagnol en langue maternelle et rarement le français en seconde langue. Avant la Révolution mexicaine, surtout à l'époque du Porfiriato, le français était aussi la langue des membres de l'élite ou des classes aisées, qui voient en la France un pays moderne que le Mexique devrait suivre comme modèle.
Sur les langues allochtones issues de l'immigration et avec une présence historique significative dans le pays, on peut remarquer deux : le vénitien et le bas allemand mennonite ou « plautdietsch ». Le nombre exact de locuteurs est difficile à préciser car le recensement mexicain ne considère que partiellement leurs estimations. L'État mexicain n'a pas voulu encore reconnaître ces langues, et les efforts pour les protéger sont tout à fait privés (institutions éducatives, société civile ou citoyens particuliers).
Dans le cas du vénitien, il y a une variété bien particulière par son contact habituel avec l'espagnol mais inhabituel avec l'italien, se parlant encore à Chipilo, une ville fondée en 1882 ayant près de 3 500 habitants et située dans l'État de Puebla. La chercheuse étatsunienne Carolyn MacKay a publié quelques textes sur la grammaire et le lexique de cette variante dite « chipileña »,,. L'écrivain et linguiste mexicain Eduardo Montagner Anguiano a publié et traduit certaines œuvres et poèmes en vénitien; il a même écrit des récits sur la vie et la culture de la communauté vénitienne « chipileña »,,,. Dans les écoles publiques de Chipilo, il n'y a pas de cours de vénitien « chipileño », tous les cours sont dispensés en espagnol et les enfants apprennent (et parlent) la langue dans leur maison; pour cette raison, Alfredo Dossetti Mazzocco et Alberto Salinas Bortolotti ont créé un jeu de bingo basé sur celui de la « loteria » mexicaine appelée « Siriqui » pour empêcher la perte de la pratique de la langue entre les enfants de la communauté. Dans le projet qui cherche la reconnaissance de l'UNESCO envers la culture vénitienne à Chipilo, Pedro Martini Mazzocco assure que 95% de la population de la ville parle la langue. Sur le système graphique du vénitien « chipileño » , la plupart des utilisateurs de la langue n'utilisent pas le système graphique de l'italien mais celui de l'espagnol.
Dans le cas du bas allemand mennonite, d'après le recensement de 2010, il y avait plus de 100 000 personnes qui pourraient avoir cette langue comme maternelle surtout concentrés dans le nord et le sud du pays (dans les États de Chihuahua, Durango, San Luis Potosí, Nuevo León, Campeche et Quintana Roo). Les communautés mennonites ont leurs propres écoles qui sont pour la plupart intégrées dans le système éducatif mexicain mais avec quelques modifications : elles ont la permission d'enseigner sur leurs croyances religieuses (l'éducation publique au Mexique est laïque depuis 1850) et les cours sont tous dispensés en bas allemand mennonite (l'éducation bilingue dans les écoles publiques mexicaines est réservée pour les communautés autochtones du pays seulement). Il existe même un version de l'hymne mexicain traduite en bas allemand mennonite.